# Xochipala
Xochipala è un sito archeologico nello stato messicano di Guerrero.

## Sito archeologico
La zona di Organera Xochipala prende il nome dal vicino villaggio di Xochipala e dalla pianta locale, il cactus a organo. A differenza delle figurine in stile Xochipala, datate intorno al Periodo Formativo o Preclassico dal 1500 a.C. al 200 a.C., il sito appartiene al Periodo Classico e Postclassico dal 200 al 1400. A metà del ventesimo secolo il sito venne depredato e 20.000 pezzi vennero rubati. 
Nel sito è stato scoperto un arco a mensola, una innovazione generalmente attribuita ai Maya.

## Figurine del Periodo Formativo

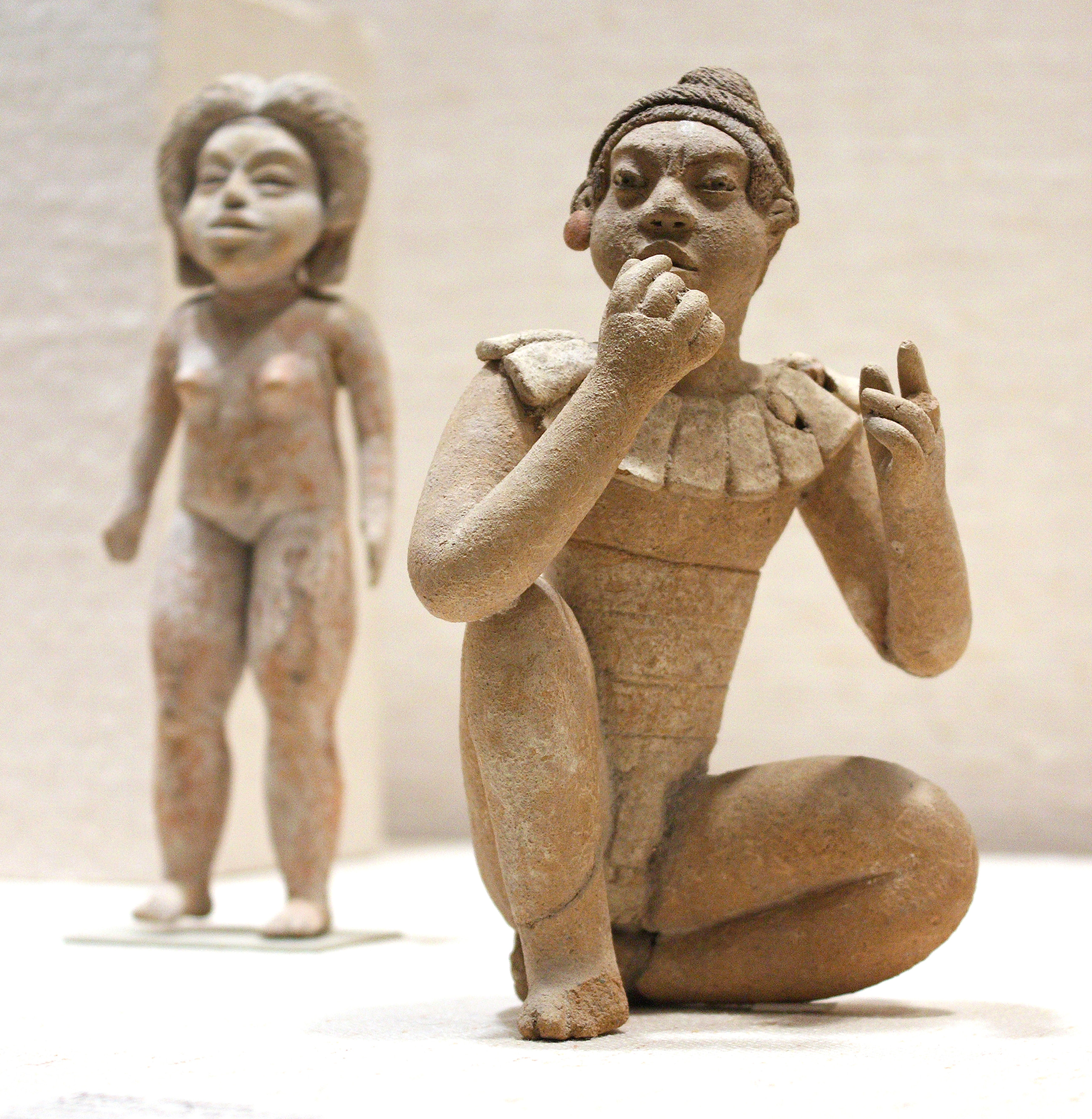
Due figurine risalenti al 13-10 secolo a.C.

Lo stile di Xochipala è caratterizzato dai temi riguardanti la natura,
La prima figurina riscoperta venne comprata nello stato di Guerrero da William Niven nel 1897 e venduta al Peabody Museum nel 1903. Nessuna figura è stata trovata in contesto archeologico ma solo tramite i collezionisti e i commercianti. La data più antica associata con ogni figurina è il 1500 a.C., basandosi sulla caratteristica stilistica e composizionale.
Molte delle figurine erano state modellate inizialmente senza rappresentare i vestiti, che venivano "applicati" in seguito.

### Possibili origini Olmeche

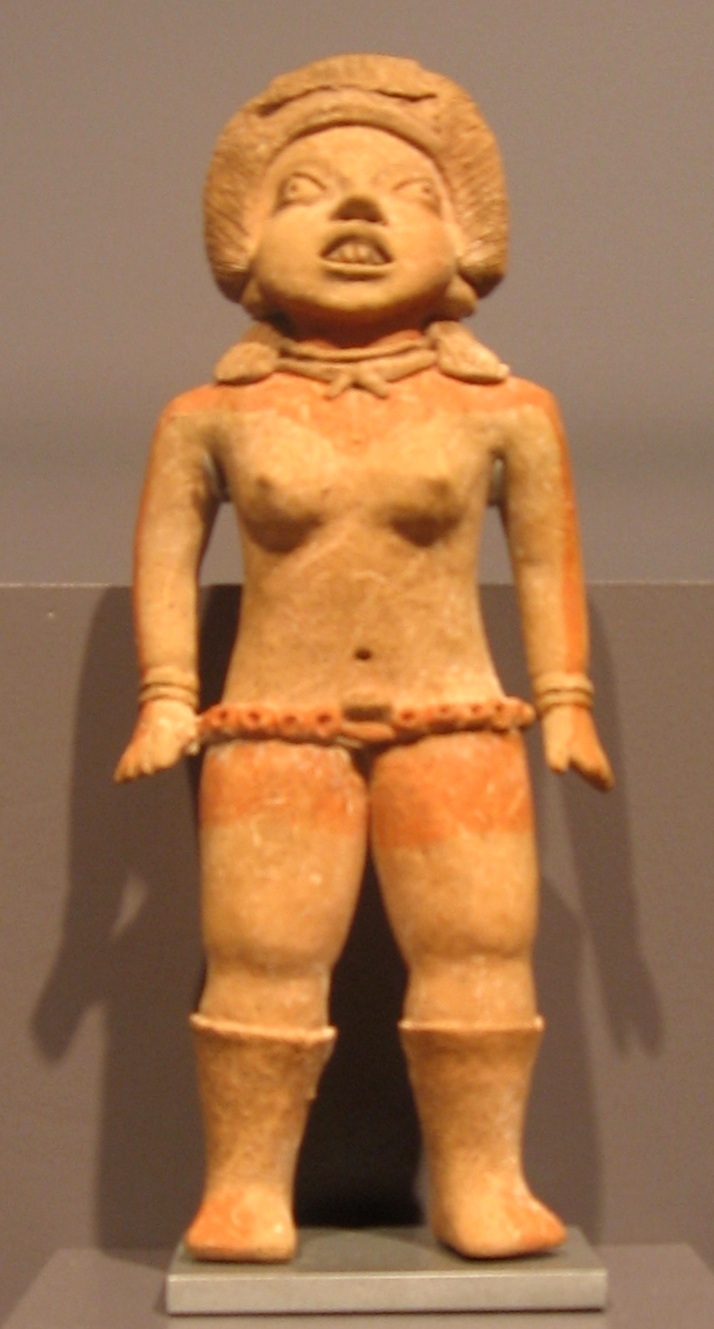
Una donna, spesso identificata come giocatrice con la palla, risalente al 10 - 9 secolo a.C. o al 15 - 10 secolo.

Nel suo libro pubblicato nel 1972, Carlo Gay attribuì l'arte sofisticata delle figure di Xochipala a una cultura precedente a quella degli Olmechi. Secondo Gay, le figurine naturalistiche della "Xochipala primordiale" cambiarono stile nei secoli stilizzandosi in uno stile di "Tarda Xochipala", che portarono l'archeologo Gillett Griffin a chiamare questa arte come "astratta", "ideale" e "artificiale" di tipo olmeco.
David Grove invece suggerisce che le figure più antiche vennero influenzate da "tradizioni della forgiatura della ceramica sofisticate dell'America Meridionale del nord", una idea che non è largamente condivisa dalla comunità di archeologi.